# Nick Kamen
Nick Kamen, egentligen Ivor Neville Kamen, född 15 april 1962 i Harlow i Essex, död 4 maj 2021 i Notting Hill i London, var en brittisk fotomodell, låtskrivare och sångare.
Kamen blev känd genom en reklamfilm för Levi's 1985. Debutsingeln "Each Time You Break My Heart" från 1986 som skrevs och producerades av Madonna blev en stor framgång i Storbritannien och flera europeiska länder. 1990 toppade 
låten "I Promised Myself" från albumet Move Until We Fly listorna i bland annat Sverige.
Nick Kamen besökte Sverige 1992 och framträdde i tv-programmet Söndagsöppet. "Each Time You Break My Heart" spelades in 1998 av den svenske artisten David Tainton. "I Promised Myself", som Kamen själv skrev, har gjorts i coverversioner av bland andra Dead or Alive 2000, A-Teens 2004 och Basshunter 2009.

## Diskografi

### Album
- 1987 – Nick Kamen
- 1988 – Us
- 1988 – Loving You
- 1990 – Move Until We Fly
- 1991 – Each Time You Break My Heart
- 1992 – Whatever, Whenever

### Singlar
- 1986 – "Each Time You Break My Heart"
- 1988 – "Tell Me"
- 1990 – "I Promised Myself"